# John McCausland
John McCausland Jr.  (13 september 1836 – 22 januari 1927) was tijdens de Amerikaanse Burgeroorlog brigadegeneraal in het Confederate States Army. Hij is vooral bekend van de het losgeld die hij eiste van Hagerstown in Maryland en het brandschatten van Chambersburg, Pennsylvania tijdens de Veldtochten in de Shenandoahvallei.

## Vroege jaren
McCausland werd geboren op 13 september 1836 in Saint Louis, Missouri. Hij was de zoon van een immigrant uit Ierland. Hij was een wees in 1843 en trok in bij zijn grootmoeder tot ook zij overleed. Daarna verhuisden hij en zijn broer naar hun tante, Jane Smith, in Point Pleasant, Virginia. Hij liep school aan de Buffalo Academy in Putnam County. Daarna reisde hij af naar Harrisonburg waar hij ingenieurstudies volgde aan de Virginia Military Institute. Hij studeerde af met onderscheiding in 1857. Na een bijkomend jaar studie aan de Universiteit van Virginia werd McCausland benoemd tot assistent-professor in de wiskunde aan de Virginia Military Institute, een functie die hij uitoefende tot in 1861.

### Amerikaanse Burgeroorlog
Kort na de secessie van Virginia rekruteerde McCausland de 1st Rockbridge Artillery maar nam het bevel van de eenheid niet op zich. Op vraag van Robert E. Lee rekruteerde McCausland in de Kanawhavallei. Op 16 juli 1861 werd hij aangesteld als kolonel van de 36th Virginia Infantry Regiment. Dit regiment bestond uit het 2nd Kanawha Regiment en een deel van de 3rd Kanawha Regiment, allemaal soldaten die McCausland eigenhandig had gerekruteerd. Zijn regiment werd ingedeeld in de brigade van brigadegeneraal John B. Floyd en werd ingezet in westelijk Virgina voor het overgeplaatst werd naar Bowling Green, Kentucky. Daar aangekomen maakte het regiment deel uit van het leger van generaal Albert Sidney Johnston. McCausland en zijn manschappen vochten mee tijdens de Slag om Fort Donelson. Ze slaagden erin om uit het fort te ontsnappen voor de overgave in februari 1862. Voor de rest van 1862 en in 1863 werden ze ingezet in het Department of Southwest Virginia. Daar kreeg hij de bijnaam "Tiger John" voor zijn veelvuldige onverschrokken raids.
Nadat brigadegeneraal Albert G. Jenkins op 9 mei 1864 dodelijk getroffen werd tijdens de Slag bij Cloyd's Mountain nam McCausland het bevel op zich van alle Zuidelijke eenheden in westelijk Virginia. Op 18 mei 1864 werd hij bevorderd tot brigadegeneraal. Hij slaagde erin om Lynchburg te vrijwaren van een Noordelijke raid die uitgevoerd werd door generaal-majoor David Hunter in de Shenandoahvallei. McCausland deelde onophoudelijk speldenprikken uit op de Noordelijke bevoorradingswagens en liet verschillende bruggen vernietigen. Hij zorgde er ook voor dat deze bruggen niet hersteld konden worden. Hij liet soldaten achter om Noordelijke genisten te beschieten die de bruggen wilden heropbouwen. Door deze vertragingsacties kregen brigadegeneraals Grumble Jones en John Imboden de broodnodige tijd om McCausland te  versterken. Hoewel Jones op 5 juni 1864 zou sneuvelen bij Piedmont slaagden de Zuidelijken er toch in om Hunter te verjagen.
Tijdens de Veldtochten in de Shenandoahvallei leidde McCausland een cavaleriebrigade in het leger van luitenant-generaal Jubal A. Early. Hij gebruikte zijn 2.800 man sterke brigade om verschillende raids uit te voeren in Maryland en Pennsylvania.  Op bevel van Early stak McCausland op 30 juli 1864 Chambersburg, Pennsylvania in brand nadat de inwoners hadden geweigerd om 100.000 dollar losgeld te betalen en als wraak voor de verwoestingen die de Noordelijke generaal Hunter had aangericht tijdens zijn raid waarbij het Virginia Military Institute in brand werd gestoken. De Noordelijke cavalerie zette de achtervolging in en versloeg McCausland tijdens de Slag bij Moorefield op 8 augustus.
Na de mislukte veldtocht van Early sloot McCauslands brigade zich opnieuw aan bij het Army of Northern Virginia waarbij hij deelnam aan de Richmond-Petersburgveldtocht en de Appomattoxveldtocht met de Slag bij Five Forks als dieptepunt. Net zoals bij Fort Donelson weigerde McCausland zich over te geven en vertrok met zijn brigade naar Lyncburg voordat generaal Robert E. Lee zich overgaf bij Appomattox Court House. Kort daarna ontbond hij zijn brigade en stuurde hij zijn soldaten naar huis. McCausland werd gevangen genomen en werd op 22 mei 1865 vrijgelaten in Charleston.

## Latere jaren
Wegens de brandschatting van Chambersburg en de mogelijke gevangenisstraf die boven zijn hoofd hing, vluchtte McCausland naar het buitenland. Hij bracht de volgende twee jaar door in Europa en trad in dienst van keizer Maximiliaan van Mexico. Na de val van de Mexicaanse keizer keerde McCausland terug naar de Verenigde Staten en kreeg hij amnestie van president Ulysses S. Grant. Met een deel van de erfenis van zijn vader kocht hij 24 km² landbouwgrond op een kleine 30 km van Point Pleasant, West Virginia. Op 3 oktober 1878 huwde hij met Emmett Charlotte Hannah. Ze kregen samen drie zonen en een dochter. De rest van zijn leven bewerkte hij het land, legde hij stukken moerasland droog en breidde zo zijn areaal uit.
McCausland overleed op 22 januari 1927 in "Grape Hill" zijn boerderij waar hij al 60 jaar woonde. Hij was de langs levende volledig benoemde generaal van het Zuidelijke leger. Hij werd begraven op een kerkhof in Henderson, West Virginia.